# Vol. 4
| 전문가 평가                   | 전문가 평가 |
| 평가 점수                     | 평가 점수   |
| 출처                          | 점수        |
| ----------------------------- | ----------- |
| AllMusic                      | [ 4 ]       |
| The Rolling Stone Album Guide | [ 5 ]       |
| Rolling Stone                 | favourable  |
| Sputnikmusic                  | 1.5/5       |
| Classic Rock                  | [ 8 ]       |
| Spin Alternative Record Guide | 8/10        |
| Encyclopedia of Popular Music | [ 10 ]      |

《Vol. 4》는 1972년 9월 25일에 발매된 영국의 록 밴드 블랙 사바스의 네 번째 스튜디오 음반이다. 이 음반은 로저 베인이 제작하지 않은 블랙 사바스의 첫 음반이었다. 기타리스트 토니 아이오미는 제작 업무를 맡았다. 당시 밴드의 매니저였던 패트릭 미한은 음반 제작에 실제 관여한 것은 거의 없었지만 공동 제작자로 등록되었다.

## 커버 아트
커버 아트에는 블랙 사바스 콘서트에서 찍은 평화 커버를 던지며 손을 든 오지 오스본의 단색 사진이 실려 있다. 이 음반의 오리지널 재발매(영국의 버티고, 미국의 워너 브라더스)는 가운데에 페이지가 붙여진 게이트폴드 슬리브가 특징이다. 각 밴드 멤버에게는 자신의 사진 페이지가 주어지며, 밴드는 버밍엄 타운 홀에서 무대 위에 있다(그리고 뒤에서 사진을 찍는다).
이 음반의 오리지널 커버 아트는 상징적인 것으로 증명되었고, 1992년 《Peaceville Volume 4》 컴필레이션 음반, 1992년 슬리프의 《Volume Two》 EP, 1994년 판테라의 《Planet Caravan》 EP 등 여러 차례에 걸쳐 모방되고 패러디되었다.

## 곡 목록
작곡은 모두 기저 버틀러, 토니 아이오미, 토니 아이오미, 빌 워드가 맡았고, 작사는 모두 버틀러가 맡았다.
| #  | 제목                    | 재생 시간 |
| -- | ----------------------- | --------- |
| 1. | 〈Wheels of Confusion〉 | 8:02      |
| 2. | 〈Tomorrow's Dream〉    | 3:12      |
| 3. | 〈Changes〉             | 4:45      |
| 4. | 〈FX (기악)〉           | 1:44      |
| 5. | 〈Supernaut〉           | 4:50      |

| #   | 제목                      | 재생 시간 |
| --- | ------------------------- | --------- |
| 6.  | 〈Snowblind〉             | 5:33      |
| 7.  | 〈Cornucopia〉            | 3:55      |
| 8.  | 〈Laguna Sunrise (기악)〉 | 2:56      |
| 9.  | 〈St. Vitus Dance〉       | 2:30      |
| 10. | 〈Under the Sun〉         | 5:53      |

## 인증
| 국가                       | 인증     | 판매량/출하량 |
| -------------------------- | -------- | ------------- |
| 캐나다 (뮤직 캐나다)       | 플래티넘 | 100,000^      |
| 영국 (BPI)                 | 실버     | 60,000^       |
| 미국 (RIAA)                | 플래티넘 | 1,000,000^    |
| ^출하량을 기반으로 한 인증 |          |               |